# Ernst Stein
Ernst Edward Aurel Stein (Jaworzno, 19 settembre 1891 – Friburgo, 25 febbraio 1945) è stato uno storico austriaco, bizantinista e studioso della tarda antichità.

## Biografia
Ernst era figlio di Ernst Eduard Stein e Henrietta Rosalie (nata Hein) e nipote dell'archeologo britannico di origine ungherese Sir Aurel Stein. Sposò Johanna Brandeis a Vienna il 4 aprile 1923.
Studiò filologia classica e storia all'Università di Vienna con Ludo Moritz Hartmann, Eugen Bormann e Wilhelm Kubitschek. Conseguì il dottorato nel 1914. Dal 1919 lavorò come docente all'Università di Vienna e nel 1927 si trasferì a Francoforte sul Meno dove fu assistente alla commissione romana-germanica dell'Istituto archeologico germanico. Nel 1931 fu nominato professore associato di storia bizantina e antica all'Università di Berlino. 
Già nel 1932, un anno prima dell'ascesa di Hitler al potere, Ernst Stein previde la deriva cui andava incontro la Germania in un articolo pubblicato con pseudonimo sul numero di febbraio 1932 della rivista belga «Le Flambeau». Nell'anno 1932 Stein si convertì dal protestantesimo al cattolicesimo. Al momento dell'ascesa di Hitler, Stein si trovava all'Institut Oriental dell'Université libre de Bruxelles come docente ospite: si dimise immediatamente dagli incarichi universitari tedeschi e da quel momento in poi non scrisse più nulla in tedesco. 
Nel Belgio, sua nuova patria, Ernst Stein ottenne un lavoro di ricercatore presso la Bibliothèque Royale e all'Institut Oriental, grazie all'aiuto del bizantinista Henri Grégoire. Nel 1934 fu chiamato come visiting professor all'Università cattolica di Washington. Rientrò in Belgio nel 1937 per gravi ragioni di salute ed ebbe la cattedra di Storia bizantina all'Università Cattolica di Lovanio. Quando l'esercito tedesco invase il Belgio (10 maggio 1940)  Ernst Stein e la moglie ripararono in Francia. Vissero sotto falso nome durante il regime collaborazionista di Vichy, e nel novembre 1942 riuscirono a riparare a Ginevra, in Svizzera, dove grazie allo storiografo Jacques Pirenne Ernst Stein ottenne una docenza all'Università di Ginevra; morì a Friburgo (Svizzera) il 25 febbraio 1945 per un attacco cardiaco.

## Opere principali
- Studien zur Geschichte des Byzantinischen Reiches, vornehmlich unter den kaisern Justinus II u. Tiberius Constantinus, 1919 – Studi sulla storia dell'impero bizantino, concentrati principalmente sugli imperatori Giustino II e Tiberio Costantino.
- Untersuchungen über das officium der prätorianerpräfektur seit Diokletian, 1922 – Studi sull'officium della prefettura del pretorio a partire da Diocleziano.
- Fasti des römischen Deutschland unter dem Prinzipat (curatore, con Emil Ritterling e Edmund Groag, 1932) – Fasti della Germania romana sotto il Principato.
- Untersuchungen zur spätbyzantinischen Verfassungs- und Wirtschaftsgeschichte (prefazione di Jean-Rémy Palanque, 1962) – Studi sulla storia costituzionale ed economica tardo bizantina.
- Opera minora selecta (prefazione di Jean-Rémy Palanque, 1968).
- Geschichte des spätromischenn Reiches, Vol. I: Vom römischen zum byzantinischen Staate (284–476), Wien, 1928; Vol. II: Histoire du Bas-Empire: De la disparition de l’Empire d’Occident à la mort de Justinien (476–565), postumo, a cura di Jean-Rémy Palanque, 2 tomi, Paris-Bruges, 1949. Traduzione italiana a cura di Pasquale Sacco: Storia del tardo impero romano, Vol. I: Dallo Stato romano allo Stato bizantino (284-476); Vol. II: Dalla scomparsa dell'Impero d'Occidente alla morte di Giustiniano (476-565), Torino, Aragno, 2021, ISBN 978-88-93801-57-7.

Ha anche contribuito all'opera in più volumi Inscriptiones trium Galliarum et Germaniarum latinae (opera di Otto Hirschfeld).